# Kimon
Kimon (grekiska Κίμων, Kimōn) (född 510 f.Kr. i Aten, död 450 f.Kr. i Salamis), var en atensk statsman och general (strategos) samt en central politisk person i 470- och 460-talet f.Kr. i stadsstaten Aten.
Kimon var troligen den skickligaste politikern i det mäktiga attiska sjöförbundet på 400-talet f.Kr. Detta blev han efter Xerxes I:s persiska invasion (480 f.Kr.), vilken härjade Attika och kuvade hela Grekland utan pardon. Kimon överlevde detta, som firad hjälte i slaget vid Salamis, då hans far (Miltiades) också hade varit bland de viktigaste generalerna i Atens historia.
Han var också den amiral som befäste den atenska flottan inom det attiska sjöförbundet (som blev synonymt med det atenska riket) vid Egeiska havet. De nationer, som ingick i förbundet, blev mer och mer tributskyldiga kolonier till Aten under dess växande sjömakt. Samtidigt blev både Persien och Sparta utkörda ur området. Aldrig tidigare hade Aten uppnått bättre resultat.
Under hela sin politiska karriär gav Kimon emellertid noga akt på Spartas nycker. Detta berodde på många sammanfallande saker, bland vilka återfinns hans aristokratiska sammankoppling, hans personliga liv och Sparta (som ständigt sökte Kimons motståndare Themistokles hjälp). Detta utrikesförhållande gjorde slut på Kimons egna politiska karriär, då han blev landsförvisad 461 f.Kr. Han tog dock detta med ro och satte både sitt eget och sina mäns liv på spel, när han konfronterade Sparta, efter att spartanerna hade vågat härja Attika 457 f.Kr. Därför återkallade atenarna honom innan hans tioåriga förvisningsperiod var över. Han medlade mellan de båda städerna och fick fram en femårig vapenvila 451 f.Kr.
Politiskt ledde Kimon Atens aristokratiska parti mot Perikles folkparti (Perikles blev hans värsta rival på den politiska arenan). Han motsatte sig därför Efialtes demokratiska revolution, då denne ville reformera de atenska institutioner, som fortfarande befann sig inom den aristokratiska sfären. Under lång tid var Kimon Atens mest inflytelserike politiker, även om han ofta avbröt sin politiska karriär, för att ge sig av på fälttåg i Egeiska havet med sin flotta.

## De tidiga åren
Kimon föddes i Aten 510 f.Kr. i det närliggande Lakiadai som medlem av Oinesisstammen. Han var av nobel börd (hans far var den firade atenske generalen Miltiades och hans mor var Hegesipyle, dotter till den thrakiske kungen Oloros och släkting till historikern Thukydides), men hans ungdom blev ändå ganska komplicerad. Han brukade delta i sin fars militäraktiviteter och blev därför erkänd av atenarna från och med den tiden. Miltiades slutade dock sina dagar i glömska. Han tvingades böta 50 talenter efter att han anklagats för förräderi mot staten. Då Miltiades inte hade råd med detta dog han i fängelse. Kimon, som fortfarande var för ung, ärvde då skulden tillsammans med sin syster Elpinike.

### Orolig ungdom
Under sin ungdom hade Kimon svårt att lägga band på sig, vilket ledde till att folk ogillade honom. Han tyckte särskilt om vin. Atenarna brukade säga, att han skulle sluta på samma sätt som sin olycklige farfar Kimon (som var känd som Den dumme). Kimon uppnådde heller inte något särskilt under sin ungdom. Han fick varken någon formell utbildning eller uppnådde någonting inom de talanger, som var vanliga under denna tid (såsom musik). Han saknade därför skicklighet inom talekonsten.
Han ansågs dock vara en vänlig person, som hjälpte folk i nöd. Han hade en stor kropp och lät sitt tjocka och lockiga hår växa sig långt. Han brukade sålunda fylla ett rum med sin närvaro.
Han hade ett välkänt incestuöst förhållande med sin syster Elpinike. I sin fattigdom levde de som ett par, då detta var tillåtet enligt atensk lag (även om det inte ansågs klädsamt). När han också blev fängslad, på grund av sin fars skulder, utnyttjade den rike Kallias detta, genom att gilja till Elpinike. Han skulle betala skulderna, om hon ville gifta sig med honom. Kimon trolovade därför sin syster med honom.

### Hans äktenskap
Kimon hade också några romantiska förhållanden (Asterie från Salamis och en kvinna, vars namn var Mnestra). Han blev dock kär i Isodike, som var sondotter till Megakles, och gift sig med henne. De namngav sina söner enligt Kimons beundran för Sparta. De första var tvillingar och fick namnen Lakedaimonios (som sedermera skulle bli atensk befälhavare) och Eleos. Den tredje sonen var Thessalos (som sedermera blev politiker). När Isodike dog tog Kimon detta hårt, vilket visades i en antik dikt.

## Tidig militärkarriär

### Slaget vid Salamis
Kimon försvarade Aten, när perserna belägrade Attika 480 f.Kr. Themistokles bestämde, att alla atenare skulle utrymma staden och bege sig söderut, till de närbelägna öarna, men Kimon, flanerade stolt, tillsammans med några vänner, genom Atens keramikos och offrade sina hästars grimmor till gudinnan Atena i hennes tempel. De visade att sjömännen och inte ryttarna skulle vinna kriget mot perserna (enligt Themistokles planer). De lämnade sina rustningar i templet, men Kimon tog med sig en sköld därifrån. De begav sig sedan mot hamnen, där de värvade sjömän. Flera andra atenare fick också nytt mod av denna handling.
Under slaget vid Salamis utmärkte sig Kimon för sitt mod och när hans berömmelse ökade börjare atenarna jämföra honom med hans far.

### Vid Marmarasjön
478 f.Kr. hade Aten fortfarande inte konsoliderat sin sjömakt, så både Kimon och Aristides följde med den spartanske generalen Pausanias. Efter att ha kuvat det mesta av Cypern erövrade de Byzantion (vid Marmarasjön) med femtio slagskepp.
Pausanias beteende var dock lite märkligt, då han också förde överläggningar med den persiske kungen Xerxes I och spartanerna var ganska arroganta mot de övriga grekerna. Han tog till och med till våld för att bestraffa alla disciplinproblem, även mot de lokala kolonisatörerna. Med våld tog spartanerna områdets förnödenheter och särskilt jonierna var mycket upprörda över detta. Kimon och Aristides uppförde sig dock hövligt mot alla och var ganska undfallande mot bråkstakarna. Grekerna började därför spontant följa dem istället och vägra lyda Pausanias order. Kimon och Aristides blev därför i praktiken befälhavare för den grekiska flottan i området. Pausanias råkade sedan oavsiktligt döda sin bysantinska älskarinna, som var dotter till en viktig lokal storman. Grekerna blev mycket arga på honom och Kimon belägrade Byzantion, varvid Pausanias tvingades fly tillbaka till Sparta, där han tvingades att avsäga sig alla sina poster och funktioner. I efterdyningarna grundade atenarna, i sitt nyfunna politiska spelrum, det attiska sjöförbundet mot Persien.
Kimon erövrade därefter Sestos (som låg på Thrakiska Chersonesos). Efter detta samlade han alla sina persiska fångar och avklädde dem alla sina värdefulla egendomar (kläder och smycken). Han frågade sedan atenarna om de ville ha de nakna fångarna, eller deras värdesaker. De valde värdesakerna och skröt sedan om sitt rika byte. Strax därefter anlände dock fångarnas anatoliska släktingar och betalade stora lösesummor för dem. Summan av dessa var så hög att Kimon kunde underhålla sitt manskap i fyra månader och dessutom avdela en del av den till Atens skattkammare.

### I Thrakien
476 f.Kr. blev Kimon utnämnd till strategos. Samma år gjorde några lokala stormän, som svar på Xerxes I:s påtryckningar, uppror i staden Eion i Thrakien och anföll sina grekiska grannar. Kimon begav sig dit med sin flotta och i ett slag besegrade han perserna och dem, som var instängda i Eion, varpå han avväpnade de thrakiska stammar, som hade stött dem. Han fortsatte att belägra Eion tills fienden inte längre stod ut. Dock brände den persiske befälhavaren Boges ner staden, dödade sig själv och sina mannar samt dumpade stadens värdesaker i floden Strymon, hellre än att kapitulera. Kimon kunde inte rädda någonting från branden, men atenarna tog hand om och odlade upp den vackra och bördiga omgivningen. Strax därefter koloniserade atenarna platsen med 10.000 nybyggare och grundade Amfipolis.
Denna erövring innebar stor prestige för Kimon. Det var första gången atenarna hade erövrat territorium så långt från sin stad, från någon av sina fiender. Fram till dess hade Aten endast haft råd med försvarskrig. För att fira händelsen restes tre Hermastatyer i Aten, då detta var en ära, som inte hade uppnåtts av någon general tidigare.

### I Skyros
475 f.Kr. intog Kimon Skyros. Ön var ett näste för thessaliska pirater från vilka en grupp handelsmän hade flytt. Dessa klagade hos det amfiktyoniska förbundets hov, som bötfällde Skyros. Folket i Skyros vägrade detta och ansåg, att endast piraterna skulle sona sina brott. I desperation sökte dessa då hjälp av Kimon. De skulle överlämna Skyros till honom, om han visade sig där med den atenska flottan. Därmed slog Kimon lokalbfefolkningen och erövrade Skyros.
Kimon fick veta, att den mytologiske Theseus var begravd på ön, då ett atenskt orakel krävde att hans ben skulle föras tillbaka till Aten efter 400 år. Han sökte igenom området, med stor svårighet, då lokalbefolkningen vägrade hjälpa till. Efter att en örn på ett mystiskt sätt hade pekat ut platsen fann han, under marken, en kista innehållande en fysiskt mycket stor krigare. Han lastade ombord benen på sitt skepp och förde dem hem. Atenarna firade sin mytiske konungs återkomst med många processioner och offer. Detta innebar sålunda ännu mer berömmelse för Kimon.

## Rikedom
Genom dessa senaste fälttåg blev Kimon ganska rik. Han ville verkligen leva som en adelsman, men förde, trots sin stolthet, ett enkelt liv, då han också tog efter den spartanska livsstilen. Hemma var han mycket hjärtlig mot sina gäster, för att få deras tillit.

### Hjälp till behövande
Kimon hjälpte också behövande atenare. Han tog bort sin egendoms staket, så att alla behövande kunde ta hans jordbruksprodukter. Dessutom höll han varje dag ett dignande bord åt alla medborgare från Lakiadai. Han omgav sig alltid med tre betjänter, som bar dyrbara kläder. De beordrades byta dessa med vem som helst, som var illa klädd. Betjänterna bar dessutom med sig en stor pung med mynt, för att dela ut dessa bland de fattiga på agoran.

## Den aristokratiske politikern
Aristides och Kimon slog sig ihop och konfronterade den kontroversielle Themistokles, vars oärliga populistpolitik började utarma folket.
Personligen försvarade Kimon den atenska adeln (trots sin personliga generositet), då han var medlem av det aristokratiska partiet och blev i gengäld omtyckt för detta. I motsats till detta sökte Perikles stöd av folkpartiet och blev hans värste rival. Kimon motsatte sig därför Efialtes avskaffande av den aristokratiska domstolen på areopagen på Perikles initiativ. Han stödde också Kleisthenes författning.
Å andra sidan var han bland de ärligaste politikerna och vägrade att bli korrumperad, även om de flesta atenska politiker (utom Aristides och Efialtes) vid denna tid blev det. Från förvisningen av Themistokles (472 f.Kr.) till hans egen förvisning var Kimon den mest inflytelserike politikern i Aten. Han var så populär att stadens arkont (Apsifion) flera år senare spontant beordrade, att Kimon skulle döma i ett tvistemål. I detta mål vann den unge Sofokles mot några personer, som ogillade hans tidiga pjäser.

### Sparta
Kimon stöddes också av Sparta. Efter att perserna hade drivits ut ur Grekland var spartanernas önskan, att endast de 31 stater, som hade deltagit i kriget skulle få säte i det amfiktyoniska rådet. Majoriteten av dessa var dock maktlösa. Themistokles, som fram till dess var älskad av spartanerna, fruktade att Atens närmaste allierade (Thessalien, Argos och Thebe) skulle bli helt uteslutna, medan Sparta skulle få den totala makten. Han motarbetade därför framgångsrikt den möjligheten. Efter detta bytte Sparta inställning och började istället stödja Kimons politik, till hans död. Han trodde nämligen på tvådelad hegemoni.
Liksom de andra aristokraterna var Kimon was sympatisk mot Sparta (som styrdes av en militariserad oligarki). Atenarna gick med på detta medan deras rike var på uppgång, så att spartanerna inte skulle vara avundsjuka på detta. När riket var konsoliderat började folk dock ogilla Kimons attityd i utrikesaffärerna.
Kimon hade beundrat Sparta sedan ungdomen. Innan en kontrovers eller för att uppmuntra någonting brukade hans favorituttryck vara: "Nej! Detta är inte det spartanska sättet!"

## Förbättrandet av det tidiga atenska riket
Då det persiska hotet minskade började de egeiska allierade dra sig undan från att stödja Aten, då de var krigströtta. De erlade fortfarande den traditionella kontributionen, men vägrade att tillhandahålla vare sig män eller fartyg. De atenska generalerna klagade över detta, vilket gjorde dem avskydda. Istället förhandlade Kimon och diplomatiskt lyckades han komma över lite pengar för varje militärenhet, medan han konfiskerade fartyg på måfå (dock inte deras besättningar).
Efter detta lyckades han träna upp hela den atenska flottan. Resultatet blev så effektivt att Aten i slutändan blev fruktat av andra stater, som slutade som tributskyldiga kolonier till riket. Detta tvingade också Sparta att avsäga sin regionala överhöghet.

## Tillbakahållandet av Persien
I sina följande fälttåg härjade Kimon Persien, genom hela Anatolien, plundrade en del av dess städer och fick andra att gå över till grekernas sida. Så småningom erövrade han området, vilket sträckte sig från Jonien till Pamfylien.
Perserna samlade sig på Pamfyliens kuster och Kimon seglade mot dem med 200 slagskepp, med avresa från Knidos och Kap Triope. Över däcken byggde han upp extra utrymme för fler soldater och på vägen härjade han området runt staden Faselis, till dess att dess invånare gick med i hans flotta och betalade tio talenter i krigsskatt.
467 f.Kr. konfronterade Kimon 400 persiska fartyg vid floden Eurymedons mynning. Då fienden också väntade på förstärkningar på 80 feniciska fartyg, skyndade han sig att gå i strid. Anfallet blev så häftigt att många fiendefartyg inte vågade stå emot honom. Istället flydde perserna iland, där de sökte stöd av det stora persiska infanteriet. Kimon dödade alla, som inte kunde ta sig i land och erövrade 200 fartyg. Han tvekade sedan om han skulle inleda ett amfibieanfall eller ej, då hans mannar redan hade utkämpat ett hårt slag. Han gick dock i land och grekerna gick mot perserna, som lugnt väntade på sin plats. I det grymma slaget blev många fiender slaktade, trots att många atenare stupade. Kimon tog enormt byte från de döda persernas kroppar och tält.
Därefter gav han sig på de feniciska fartygen, som låg vid Hydron. Då han nådde fram till dem, innan de senaste nyheterna hade gjort det överraskade han de panikslagna fienderna förstörde deras 80 fartyg och dödade deras besättningar.
Efter denna framgångsrika expedition lovade Persien, genom många officiella avtal, att avhålla sig från att skicka sina skatteinsamlare och ryttare närmare än 80 kilometer från havet, längs hela den anatoliska kusten. Tack vare Kimon dominerade Aten nu hela Egeiska havet. Han hade gjort bra ifrån sig i de persiska krigen och enligt Plutarkos: "I alla de färdigheter som kriget kräver var helt och hållet Themistokles och sin egen fader Miltiades jämlike".

### Det rika bytet

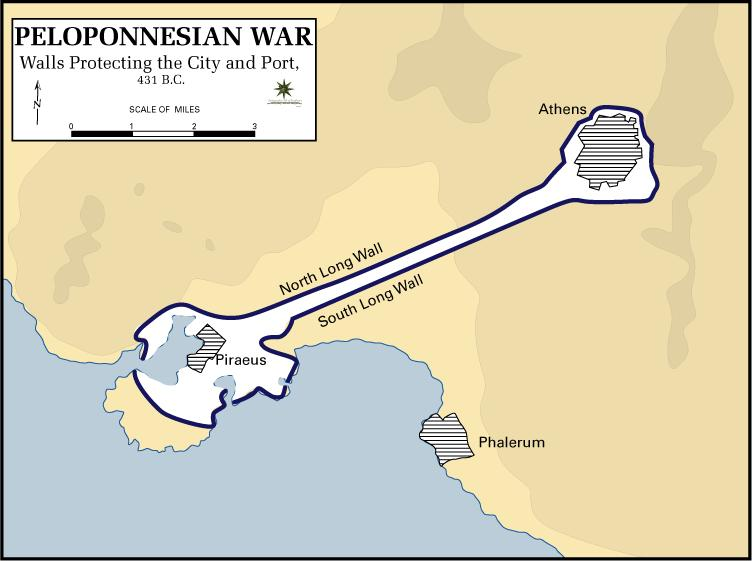
De långa murarna

Denna expedition innebar mycket pengar till Aten, både från lösesumman för fångarna och från bytet. Med hjälp av detta bekostade Aten många nya byggnader:
- Stengrunderna för de långa murarna, som sammanband Aten och Pireus, lades på mjuk mark.
- En försvarsmur byggdes söderut från Akropolis.
- På agoran planterades skuggande träd i rader. Så småningom blev denna promenad förlängd att gå genom hela staden.
- Atens akademi, som vid denna tid var en tom och ödslig plats, gjordes om till en vacker attraktion, med fontäner, skuggiga alléer och många kapplöpningsbanor[1].

## Fälttåget i Chersonesos
466 f.Kr. skickades Kimon till Chersonesos, för att underkuva området. Perserna där ogillade detta och inkallade andra lokala styrkor, för att stå emot honom. Med endast fyra slagskepp besegrade Kimon dem och erövrade tretton fartyg. På så vis erövrade Aten halvön.

### I Thasos
Kimon seglade därefter till Thasos, vars invånare hade gjort uppror mot Aten. Med en sjöseger kuvade han ön och erövrade 33 fartyg, varpå han stormade staden. Tre år senare hade atenarna helt och hållet erövrat platsen och erövrat dess rika guldgruvor.

### Rättegången
På hemvägen kunde Kimon med lätthet ha invaderat det svaga Makedonien, men valde att inte göra det. På grund av detta blev han av sina politiska måtståndare i Aten anklagad för att ha tagit emot en muta av kung Alexander I av Makedonien. Under rättegången sade Kimon: "Jag har aldrig varit Atens konsul åt något rikt kungarike. Istället har jag stolt beundrat spartanerna och alltid försökt efterlikna deras frugala kultur. Detta bevisar, att jag inte är ute efter personlig rikedom. Jag älskar snarare att berika vår nation med byte från våra segrar." Under rättegången övertygade Elpinike Perikles att inte vara för hård i kritiken mot hennes bror. Kimon blev i slutändan frikänd.

## Mot populismen
Efter dessa händelser ledde Perikles och Efialtes folkpartiet och inledde en demokratisk revolution, som avskaffade alla aristokratiska institutioner i Aten. Särskilt areopagen blev vingklippt. Kimon, som kämpade emot detta, var dock borta från staden, när det hände.
Vid återkomsten började han konspirera för att återställa Kleisthenes aristokratiska författning och återinsätta oligarkin, för att dela makten mellan aristokraterna och medelklassen (hopliterna). Efter att ha lagt märke till detta började Perikles parti en kampanj mot honom. De drog upp den gamla historien med Kimons och hans systers incestuösa förhållande och anklagade honom för att gå Spartas ärenden.

## Undsättningen av Sparta
464 f.Kr. blev Sparta (som planerade att invadera Attika) förstört i en kraftig jordbävning. Den spartanske kungen Archidamos II kunde inte hålla heloterna stången, varvid dessa inledde ett uppror i många städer runt Sparta och sedan gav sig av västerut, för att ta hjälp av Spartas gamla rival Messene. Den desperate Archidamos bad Aten om hjälp. Efialtes motsatte sig detta, men Kimon argumenterade: "Jag ber er, Grekland skall inte bli förlamat, för att Aten kanske förlorar sin ok-broder." Kimon marscherade därför till Peloponnesos med 4.000 man.

## Ostrakiseringen

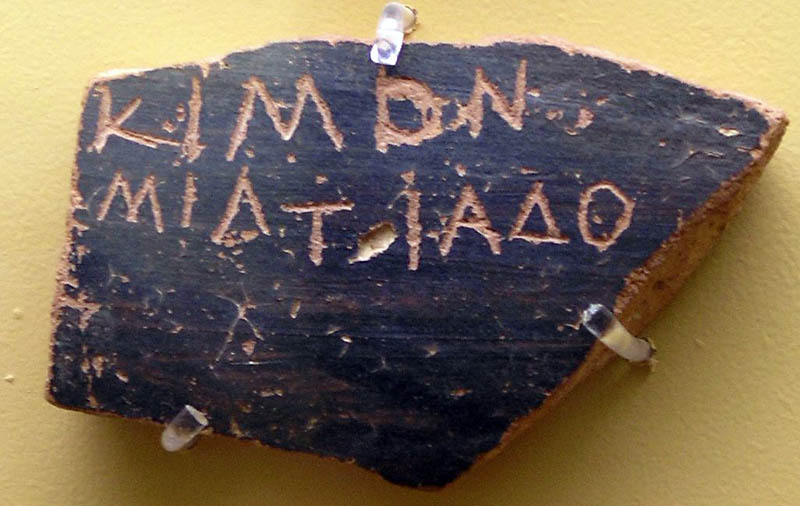
Ostrakon med Kimons namn på.

462 f.Kr. bad Sparta återigen om hjälp mot heloterna, för att återta fästningen vid berget Ithome. När Kimons armé anlände blev spartanerna rädda för den. De fruktade att atenarna, på grund av deras diametralt annorlunda kultur, skulle gå med på upprorsmännens sida istället. Spartanerna avvisade dem därför. Som förklaring sade de, att de inte längre behövde någon hjälp.
Atenarna blev så upprörda över detta att de bröt den gamla alliansen från de persiska krigen och allierade sig med Argos. Atenska medborgare började också anfalla människor, som var vänner till spartanerna. 461 f.Kr. blev Kimon således, på politiskt initiativ av Perikles, förvisad i tio år.

## Kimons återkomst
Spartanerna ockuperade dock Tanagra och slog tillbaka alla atenska försök att driva dem därifrån. I strid mot sin dom dök Kimon upp där, iförd sin rustning, för att kämpa bland de övriga medlemmarna av sin stam. I de femhundras råd hävdade hans politiska fiender att han, med sin närvaro, avsiktligt ville störa aktionen och försäkra spartanerna om seger.
Generalerna ville därför inte, att Kimon skulle strida. Han talade dock till sina vänner (som likaledes blev misstänkta): "Ni bör modigt strida för vår ära, så att all misstänksamhet viker från atenarnas tankar." Några av hans 100 tog rustningar att använda under slaget och de kämpade så väl, att alla stupade.
Atenarna blev ganska modstulna över detta. Därpå blev de besegrade och en stor peloponnesisk invasion väntades nästa vår. Politikerna blev så rädda, att de återkallade Kimon, genom en förordning undertecknad av Perikles 456 f.Kr.
Kimon gav sig sedan av till Sparta och gjorde slut på kriget, med en femårig vapenvila.

## Det sista fälttåget
Kimon fann snart, att atenarna var för ivriga att återigen dra i strid, för att stärka riket. Därmed riktade han återigen sin uppmärksamhet utomlands och organiserade en 200-triremsexpedition mot Persien, mot Cypern och Antikens Egypten (som hade gjort uppror mot Persien). 451 f.Kr. gav den atenska församlingen sitt tillstånd till detta. Kimon visste också att den förvisade Themistokles hjälpte fienden från Anatolien, vilket gjorde honom än mer motiverad.
Strax innan han skulle gå ombord hade han dock en mardröm. En aggressiv honhund skällde på honom, varpå den började tala: "Du skall gå ombord, för att bli både mitt och mina valpars nöje." Han tolkade drömmen, som att hunden var döden. Då den skällde talade den med en fiende, som skulle få nöjet. Blandningen av ljud betydde Persien (skällandena), som understöddes av några grekiska kolonier (den mänskliga rösten). Kimon blev påtagligt påverkad av denna tolkning.
Det var dock för sent att avbryta det hela, så expeditionen gav sig av omedelbart. Kimon skickade 60 fartyg till Egypten och behöll resten hos sig. Perserna väntade på honom, med feniciska och kilikiska enheter. Han besegrade dem i ett sjöslag och intog sedan många kilikiska städer.

## Kimons död
Under slaget vid Salamis (som ägde rum vid Salamis på Cypern), belägrade Kimon staden Kition medan han planerade nästa drag mot Egypten. Han dog dock 450 f.Kr. De flesta av antikens historiker säger, att detta berodde på en sjukdom. Vissa andra hävdar dock, att han dog av en dödlig skada.
Innan han dog beordrade han dock att hans död skulle hållas hemlig tills hela flottan var på väg hem i säkerhet. Sålunda avslöjades hans död först en månad senare.
Han blev begravd i Aten, där ett monument restes över honom. I närheten blev också hans kapplöpningshästar (som hade vunnit de olympiska spelen) begravda. Strax innan sin död hade Kimon sänt en kommission till Zeustemplet i Ammon. Ett orakel hade avvisat sändebuden med orden: "Ge er iväg, ty Kimon är redan hos vår gud." Detta sammanföll också ungefär med Kimons död. Folket i Kition tillfrågade då ett annat orakel. Det beordrade att Kimon från och med nu skulle vördas som en högre stående varelse.

## Fartyg uppkallade efter Kimon
Den grekiska flottan har ärat Kimon genom att uppkalla fartyg efter honom:
- Κίμων D-218 (1991-2004)
- USS Ringgold (DD-500)